# Izabo
Izabo è un gruppo musicale indie rock israeliano. Nel 2012 hanno rappresentato l'Israele al Eurovision Song Contest 2012, con la canzone Time, eseguendola nella prima semifinale della competizione il 22 maggio. Gli Izabo non sono riusciti a portare la loro canzone in finale.
Nel 2003 hanno pubblicato il loro primo LP dal titolo The Fun Makers, per l'etichetta Labeleh Records. Grazie a questo album, hanno ottenuto un buon riscontro, che gli hanno portati a firmare un contratto con la Sony e ha pubblicare l'EP The Morning Hero, accompagnato da un tour in Inghilterra, Scozia e Paesi Bassi. Nel 2008 hanno pubblicato il loro secondo album dal titolo Super Light.